# Sinettä
Sinettä är en tätort (finska: taajama) i Rovaniemi stad (kommun) i landskapet Lappland i Finland. Vid tätortsavgränsningen den 31 december 2021 hade Sinettä 515 invånare och omfattade en landareal av 2,66 kvadratkilometer.
Orten ligger vid stranden av Ounasjoki, där Sinettäjoki (som avvattnar Sinettäjärvi och Lehtojärvi) mynnar ut.